# Agave triangularis
Agave triangularis ist eine Pflanzenart aus der Gattung der Agaven (Agave). Ein englischer Trivialname ist „Triangle Agave“.

## Beschreibung
Agave triangularis bildet einen kurzen Stamm. Sie treibt Ableger an langen Ausläufern. Die langsam wachsenden, offenen, gruppenbildenden Rosetten erreichen Wuchshöhen bis 60 cm und einen Durchmesser bis 100 cm. Die variablen dicken, steifen, dreieckigen, olivgrünen Blätter sind 30 bis 60 cm lang und 5 bis 7 cm breit. Die hornigen, Blattränder sind gezahnt bis ungezahnt. Der graue Enddorn ist 2,5 bis 4 cm lang. 
Der Blütenstand wird 3 bis 5 m hoch. Die Blüten sind cremefarben.

## Systematik und Verbreitung
Agave triangularis wächst in Mexiko in Puebla und Oaxaca in Kalksteinböden, in offenem Grasland in 1700 bis 1900 m Höhe. Sie ist vergesellschaftet mit Yucca periculosa, verschiedenen Agaven- und Kakteenarten.
Die Erstbeschreibung durch Georg Albano von Jacobi ist 1869 veröffentlicht worden. Synonyme sind Agave rigidissima Jacobi, Agave hanburyi Baker und Agave triangularis var. subintegra Trel.
Agave triangularis ist ein Vertreter der Gruppe Marginatae. Typisch sind die dicken, steifen, dreieckigen, olivgrünen, gezahnten bis ungezahnten Blätter. Agave triangularis wird im Botanischen Garten Huntington in San Marino in Kalifornien kultiviert.